# Купава (село)
Купава — село в Новониколаевском районе Волгоградской области, в составе Мирного сельского поселения.
Население — 182 (2010)

## География
Село находится в степной местности, в пределах Хопёрско-Бузулукской равнины, являющейся южным окончанием Окско-Донской низменности, на реке Купава. Центр села расположен на высоте около 130 метров над уровнем моря. Почвы — чернозёмы обыкновенные и южные солонцеватые.
Географическое положение
По автомобильным дорогам расстояние до областного центра города Волгоград составляет 360 км, до районного центра посёлка Новониколаевский — 46 км, до административного центра сельского поселения посёлка Мирный — 18 км. Ближайшая железнодорожная станция Алексиково расположена в районном центре.

## История
Дата основания не установлена. Согласно Списку населённых мест Земли войска Донского, по сведениям 1859 года, во владельческой слободе Купава проживало 315 мужчин и 326 женщин.
Согласно переписи населения 1897 года в слободе проживали 321 мужчина и 326 женщин. Большинство населения было неграмотным: из них грамотных мужчин — 108, грамотных женщин — 29.
Согласно алфавитному списку населённых мест Области Войска Донского 1915 года земельный надел слободы составлял всего 624 десятины, здесь тогда проживали 381 мужчина и 318 женщин, имелись волостное и сельское правления, Архангельская церковь и школа. Село обслуживало Песковское почтовое отделение Воронежской губернии.
С 1928 года в составе Новониколаевского района Хопёрского округа (упразднён в 1930 году) Нижне-Волжского края (с 1934 года — Сталинградского края, с 1936 года Сталинградской области, с 1954 по 1957 год район входил в состав Балашовской области).

## Население
Динамика численности населения по годам:
| 1859 | 1873 | 1897 | 1915 | 1987 |
| ---- | ---- | ---- | ---- | ---- |
| 641  | 575  | 647  | 699  | ≈230 |

| 2010 |
| ---- |
| 182  |

## Инфраструктура
Личное подсобное хозяйство.

## Транспорт
Автомобильной дорогой с твёрдым покрытием село связано с районным центром рабочим посёлком Новониколаевский.